# United States National Guard
Garde nationale des États-Unis
Pour les articles homonymes, voir Garde nationale.
Ne doit pas être confondu avec Forces de défense d'État.
 (mai 2020).
Si vous disposez d'ouvrages ou d'articles de référence ou si vous connaissez des sites web de qualité traitant du thème abordé ici, merci de compléter l'article en donnant les références utiles à sa vérifiabilité et en les liant à la section « Notes et références ».
La garde nationale des États-Unis (en anglais, United States National Guard) est une force militaire de réserve américaine constituée de l'Army National Guard, une composante de l’United States Army (armée de terre), et de l'Air National Guard, une composante de l’United States Air Force (force aérienne). L'Army National Guard représente approximativement la moitié des forces de combat et le tiers de l'organisation logistique de l'United States Army. Ces deux branches de la garde nationale sont gérées par le National Guard Bureau, qui est commandé par un officier qui est d'office élevé au rang de General.
Il existe diverses milices d'État qui représentent des forces réservistes de la garde nationale et qui sont désignées comme des forces de défense d'État (State Defense Forces). Si jusqu'en 1903, certaines forces étaient qualifiées de "milices d'État", ce n'est plus le cas aujourd'hui. On distingue toujours les structures « organisées », liées au fonctionnement de la garde nationale sous statut militaire, des structures « non-organisées », permettant de recruter tout homme adulte pour la défense d'un État en cas de catastrophe ou d'invasion. Les structures non-organisées, qui  conservent le titre de "milice", n'ont pas été mobilisées depuis la Guerre de Sécession.
Chaque État peut mobiliser la garde nationale dans certaines circonstances (émeute, catastrophe naturelle). La garde constitue également une réserve pour l’armée : pendant la Première Guerre mondiale, elle représenta 40 % des divisions étasuniennes combattant en France. C’est en 1933 que la garde à acquis son statut actuel de réserve officielle de l'armée, et c’est en 1947 que fut mise sur pied la garde nationale de l’Armée de l’air, l'Air National Guard. Actuellement[Quand ?].

## Création de la garde nationale aux États-Unis
La garde nationale des États-Unis  a été mise sur pied le 13 décembre 1636, lorsque les premiers régiments se sont organisés dans le Massachusetts. Ces régiments ont été créés pour défendre les premières colonies britanniques établies sur la côte Est de l'Amérique du Nord. Ces premiers régiments (actuellement 181e régiment d'infanterie, le 182e régiment d'infanterie, 101e régiment d'artillerie et 101e bataillon de combat du génie) sont les plus vieilles unités militaires étasuniennes.

## Principes de mobilisation de la garde nationale aux États-Unis
Les premières lois régissant les milices de la garde nationale des États-Unis sont le Militia Act de 1792 adopté par le Congrès, mais le texte le plus important est le National Defense Act de 1947, qui institue le Bureau de la Garde nationale. Aujourd'hui, le financement de la Garde est régi par deux textes :
- le titre 10 du Code des États-Unis lorsque la mobilisation se fait sous contrôle fédéral;
- le titre 32 du même code et les lois de l'État fédéré[3] lorsque la mobilisation se fait au profit dudit État.

La garde nationale peut être mobilisée dans les situations d’urgence (catastrophes naturelles telles qu’ouragans, inondations et séismes) ou pour le maintien de l'ordre en cas de troubles civils (tels que les émeutes de 1992 à Los Angeles, les manifestations et émeutes de mai-juin 2020 ou l'assaut du Capitole en janvier 2021). 
On distingue, dans la Garde nationale, deux organisations distinctes :
- la Garde nationale des différents états ou territoires et celle du district de Columbia ;
- la Garde nationale militaire des États-Unis.

La répartition des unités territoriales incombe aux gouverneurs concernés. Au niveau Fédéral, c'est le district de Columbia qui gère la Garde nationale sous l'égide du Président des États-Unis, dont l'autorité est déléguée au Ministre de la Défense des États-Unis.

## Fonctionnement de la Garde nationale
La Garde nationale est une force de réserve des forces armées des États-Unis. Les membres des unités la composant peuvent être mobilisés temporairement ou sans limite de durée. Ils servent sous statut militaire. Les volontaires doivent être mobilisés avec le consentement du gouvernement de leur État d'origine, mais dans la pratique peu de vétos sont prononcés.
Le Président peut également mobiliser pour repousser une invasion, contrer une rébellion ou faire appliquer les lois fédérales.
Les membres de la Garde nationale sont uniquement recrutés sur la base du volontariat. Ils doivent satisfaire à diverses épreuves d'aptitude et leur formation est de dix semaines. Ils s'entraînent une fin de semaine par mois et deux semaines complètes par an. Il faut toutefois distinguer la garde nationale (342 000 hommes) des réserves des armées (198 000 hommes).

## Unités et formations de la Garde nationale
Unités et formations de l'Air National Guard

#### Au niveau national
- Centre d’entraînement de la Garde nationale aérienne, Joint Base Andrews, Maryland
- Centre de commandement de la Garde nationale aérienne, Tucson ANGB, Arizona
- Centre d'entraînement, Camp Blanding, Floride
- Centre d'entraînement et de formation, McGhee Tyson ANGB, Knoxville, Tennessee

#### Par État ou districts
Les unités sont énumérées sur la page Web de l'Air National Guard.

### Unités et formations de l'Army National Guard

#### Centres de commandement
- 46e centre de commandement de la police militaire (46th MPC) (MI ARNG)
- 66e centre de commandement des opérations aériennes (66th TAC) (WA ARNG)
- 135e commandement d'entraînement (expéditionnaire) (135th ESC) (AL ARNG)
- 167e commandement d'entraînement (théâtres d'opération) (167th TSC) (AL ARNG)
- 184e commandement d'entraînement (expéditionnaire) (184th ESC) (MS ARNG)
- 263e commandement de l'armée de l'air et de la défense anti-missile (263rd AAMDC) (SC ARNG)

#### Divisions
8 divisions d'infanteries existent au sein de l'Army National Guard. Quelques divisions (et leurs brigades) sont, aujourd'hui, rattachées à des unités d'actives pour leur entraînement.

#### Brigades polyvalentes (supports logistiques)
La garde nationale compte 37 brigades de ce type dont :
- 16 brigades de soutien (Maneuver Enhancement Brigades)
- 8 brigades de soutien à l'artillerie (Field Artillery Brigades)
- 10 brigades de logistiques (Sustainment Brigade)
- 3 brigades spécialisées (Military Intelligence Brigade dont une brigade qui regroupe des linguistes)

#### Brigades de support spécialisées et groupes
On distingue les brigades spécialisées dans un champ précis :
- 9 brigades d'ingénierie/génie (Engineer Brigades)
- 3 brigades de défense antiaérienne (Air Defense Artillery Brigades)
- 2 brigades de transmissions
- 6 brigades de prévôté (Military Police Brigade)
- 4 brigades d'aviation légère (Theater Aviation Brigade)

Il existe une brigade NRBC (31e brigade NRBC ou 31st Chemical Brigade) et une brigade de défense antimissile (100e brigade de défense ou 100th Missile Defense Brigade)
Il existe plusieurs groupes spécialisés (2 groupes de forces spéciales (19e et 20e)), un groupe de démineurs (111e), des groupes spécialisés en état-major ainsi que des groupes spécialisés en maintenance. À noter l'existence de groupes de soutiens régionaux.

### Relations entre la Garde nationale et l'armée d'active
Depuis 2016, les relations entre l'armée d'active et la Garde nationale se sont renforcées, en particulier en ce qui concerne les unités  rattachées aux missions de l'Armée de terre.

## Mutation de la garde nationale

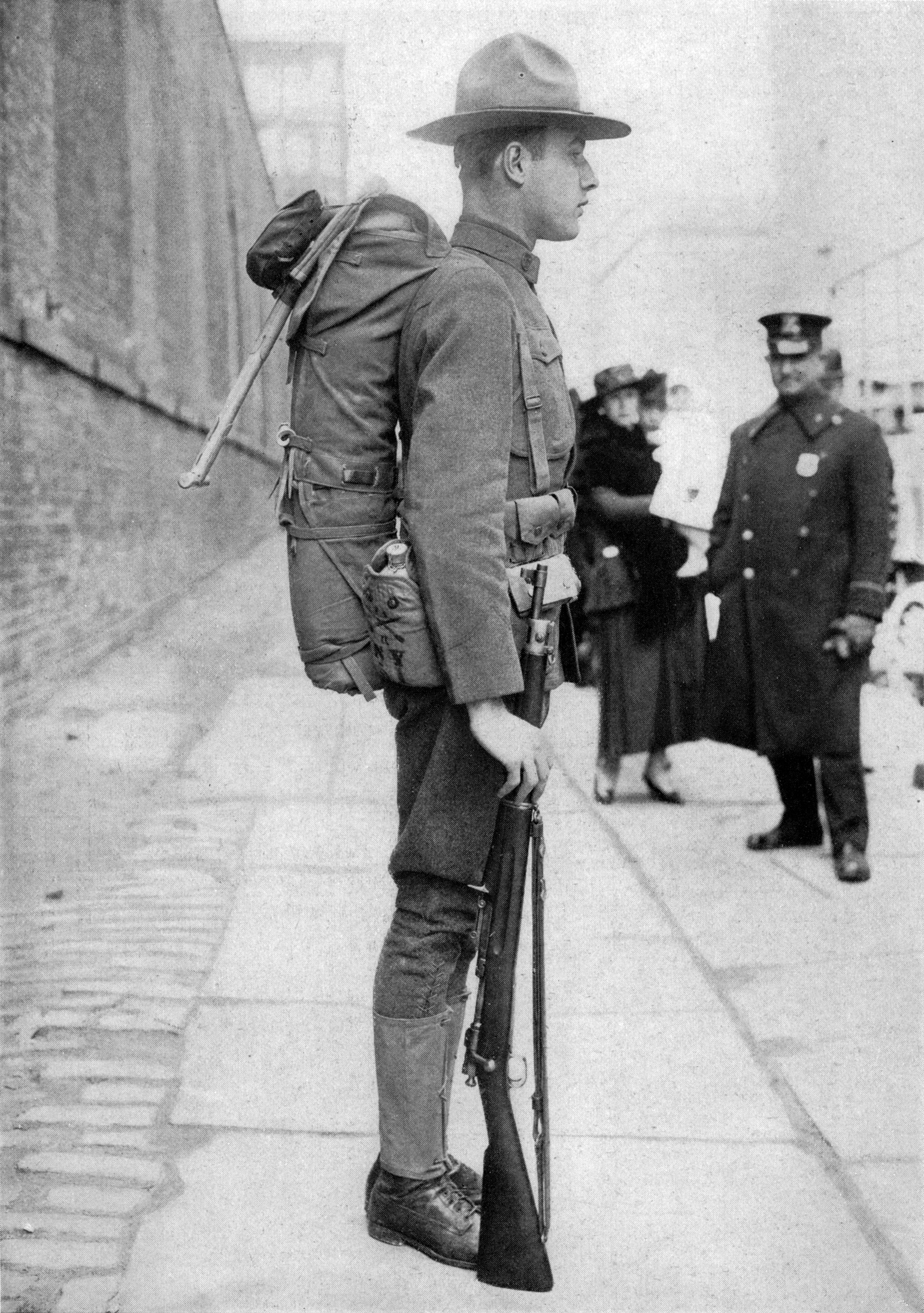
Garde national en 1917.

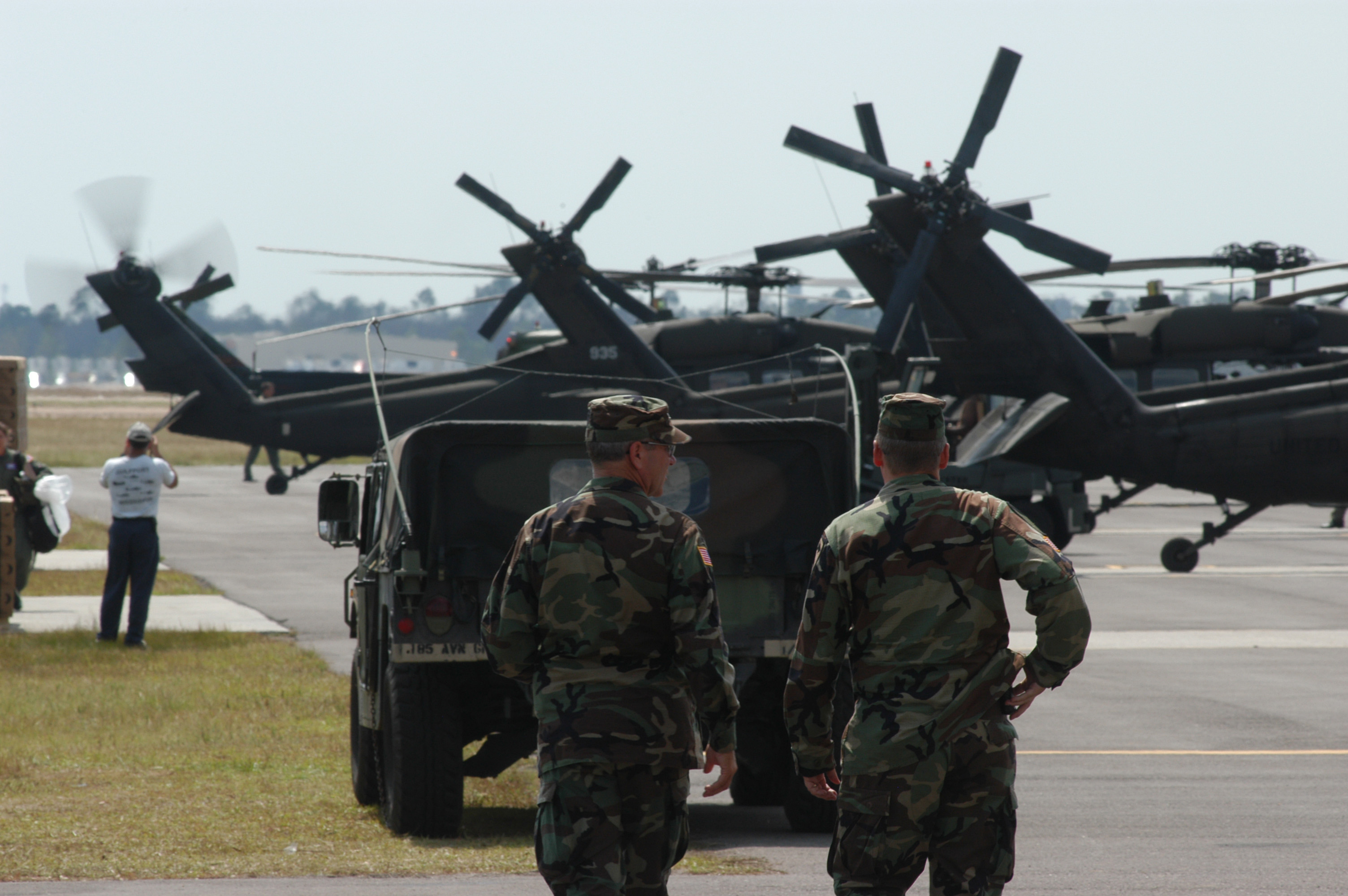
Garde nationale en 2005 après l'ouragan Katrina.

Depuis la fin de la guerre froide, les effectifs des gardes nationaux connaissent de sensibles diminutions.
En 1989, l’Army National Guard, destiné à renforcer les unités régulières de la United States Army, compte 457 000 gardes répartis en 53 brigades. En 2000, elle dispose de 350 000 personnes réparties en 8 divisions d’infanterie complètes, chacune intégrant 3 brigades de combat, 16 brigades autonomes, un régiment de cavalerie et un groupe d’infanterie : soit un total de 42 brigades de manœuvre terrestre.
En 2008, la garde nationale achève sa réorganisation, qui repose notamment sur l’établissement de 34 brigades modulables. Cela implique la disparition de 8 brigades. Ce sont principalement les brigades d’artillerie qui ont subi de plein fouet la réduction du volume global. Ainsi, de 17 brigades, l’artillerie de campagne de la garde nationale a été réduite à seulement 6 brigades.
La réforme organisationnelle devrait trouver avantage dans des déploiements divers et simultanés, tant au profit des interventions extérieures de l’armée américaine que des opérations d’ordre humanitaire, y compris sur le sol américain à la suite de catastrophes naturelles.
Lors de celle causée par l’ouragan Katrina, près de 42 000 gardes nationaux sont déployés dans le golfe du Mexique. Au même moment, 80 000 sont en opérations extérieures, notamment en Irak. Pour la seule année 2005, la garde nationale représente par ailleurs la moitié des effectifs des troupes terrestres engagées dans la guerre d'Irak.
Au même titre que son homologue d’active, une brigade de combat (Brigade Combat Team ou BTC) de la garde nationale est interarmes : infanterie, cavalerie (unité de reconnaissance et de combat) et aviation (United States Army Aviation). D’autres modules doivent être mis sur pied : 6 Fires Brigades, 10 Combat Support Brigade, 11 brigades de soutien et 12 brigades d’aviation.
L’organisation du commandement de chacune des huit divisions de la garde nationale doit, elle aussi, faire l’objet d’une réforme où la priorité est donnée à la modularité, sachant qu’une division dispose de quatre ou cinq BCT en temps de paix. En temps de guerre, le nombre de brigades placées sous commandement divisionnaire varie singulièrement.

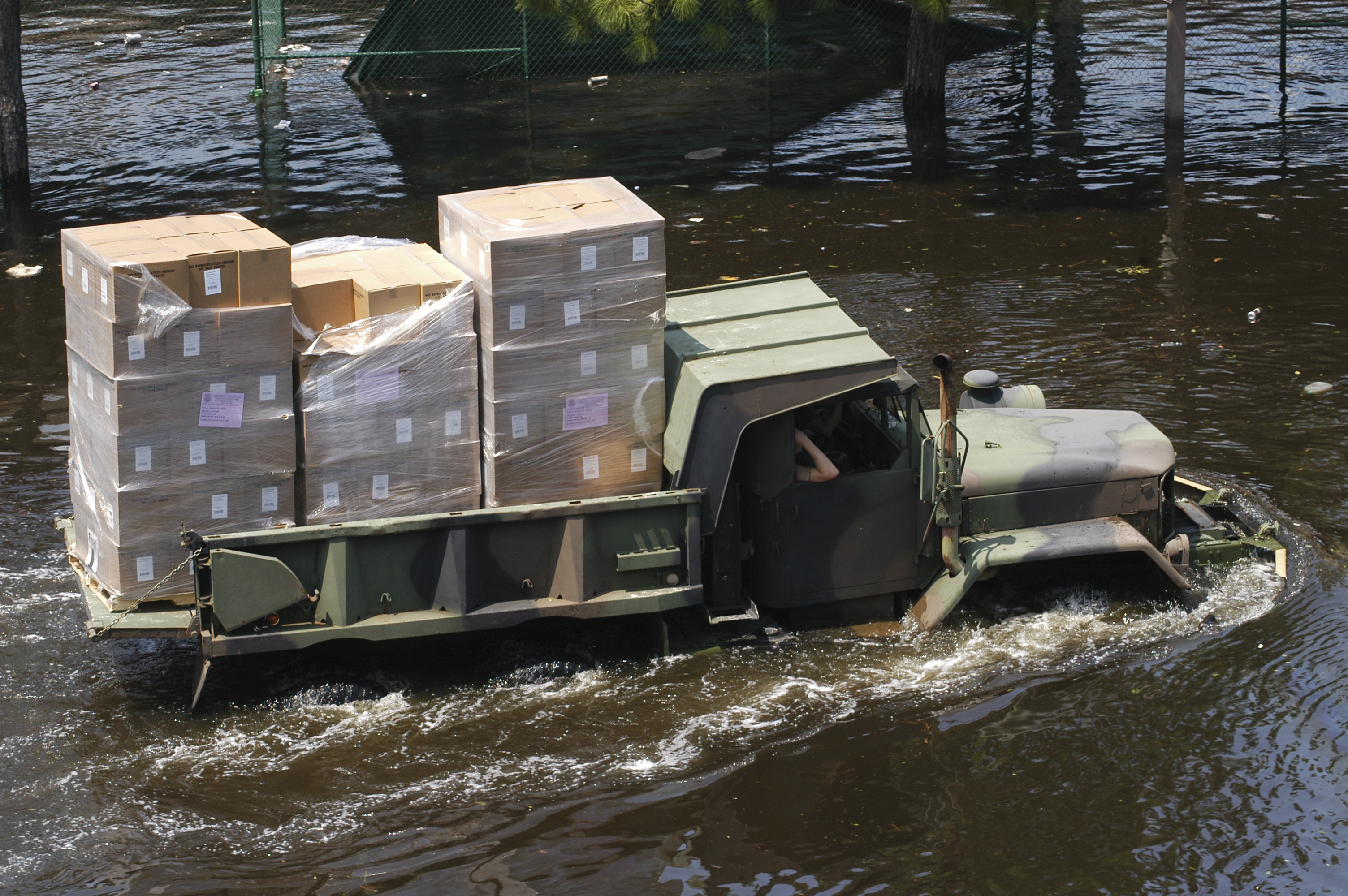
Secours après l'ouragan Katrina.
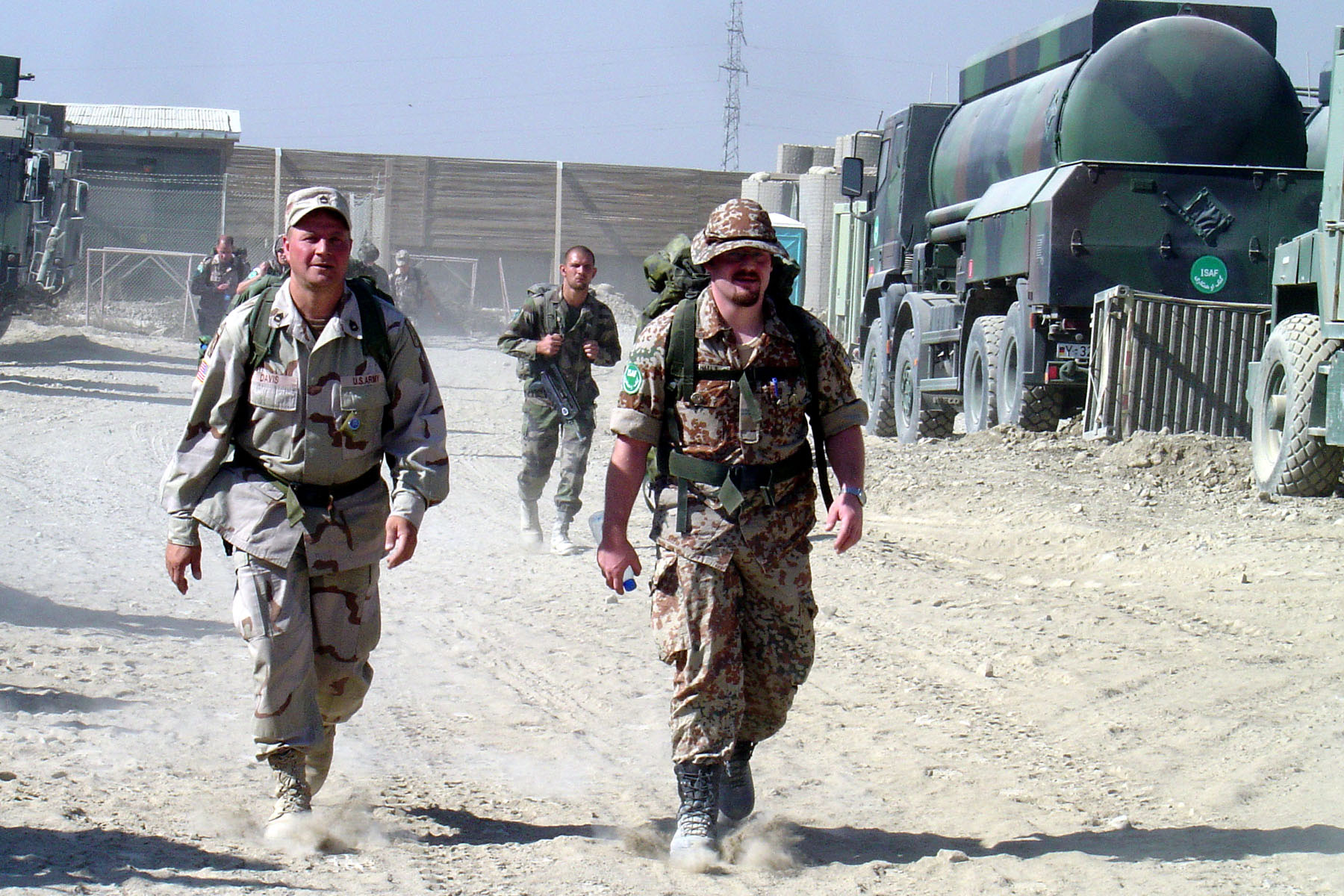
Un soldat de la garde nationale de la Caroline du Sud avec un militaire danois de l'ISAF en Afghanistan. Au second plan, un soldat français.
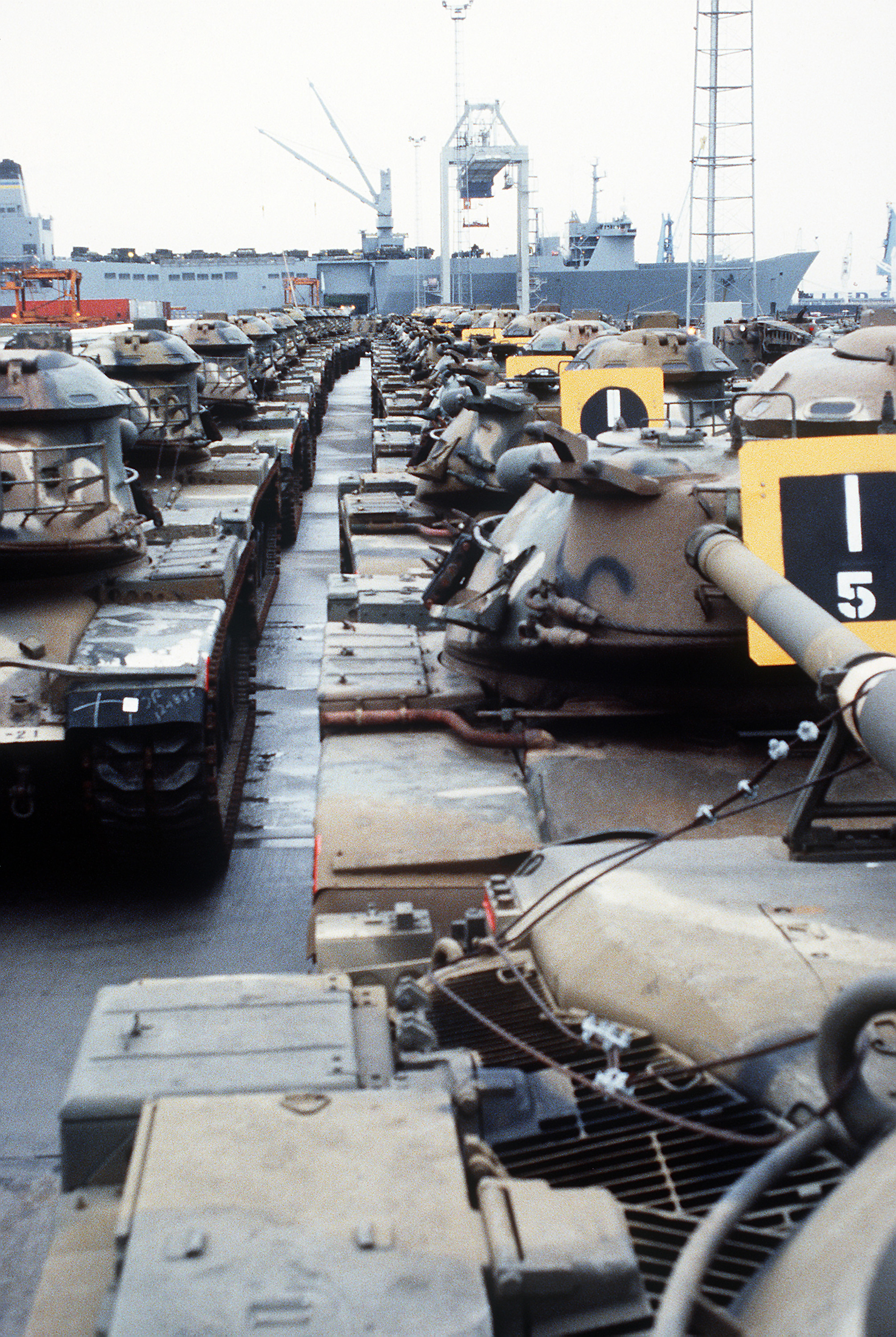
Chars M60 de la garde nationale du Wisconsin en cours d'embarquement sur un Fast Sealift Ship en 1986 lors d'un exercice de déploiement de renforts vers l'Europe.